# Кацу карі
Кацу карі (яп. カツカレー, латиніз.: katsukarē) — японська страва, що складається зі свинячої котлети (тонкацу), що подається з порцією японського рису та карі. Його подають на великій тарілці і зазвичай їдять ложкою або виделкою. Зазвичай котлету попередньо нарізають смужками, що позбавляє потреби в ножі.
Є основною стравою, зазвичай подається з водою або супом місо. В Японії є мережі ресторанів швидкого харчування, які спеціалізуються на подачі кацу карі з різним м'ясом і видами карі. Свинячу котлету іноді заміняють курячою.
В Японії ця назва відноситься виключно до страви з карі, яке подається з котлетою. Однак у Великобританії, де страва стала надзвичайно популярною останніми роками, іноді цю назву помилково застосовують до будь-якого типу японського карі.

## Історія
Вважається, що ця страва була винайдена у йошоку-ресторані «Ґіндза-свіс» (銀座スイス), що розташований в районі Ґіндза, Токіо, у 1948 році. Начебто один із відвідувачів, професійний спортсмен Шігеру Чіба, скаржився, що було надто набридливо їсти карі та кацу окремо, що призвело до створення такої комбінації. Наразі ресторан рекламує страву у своєму меню як «оригінальне карі» та «карі Чіба-сан».

## Галерея

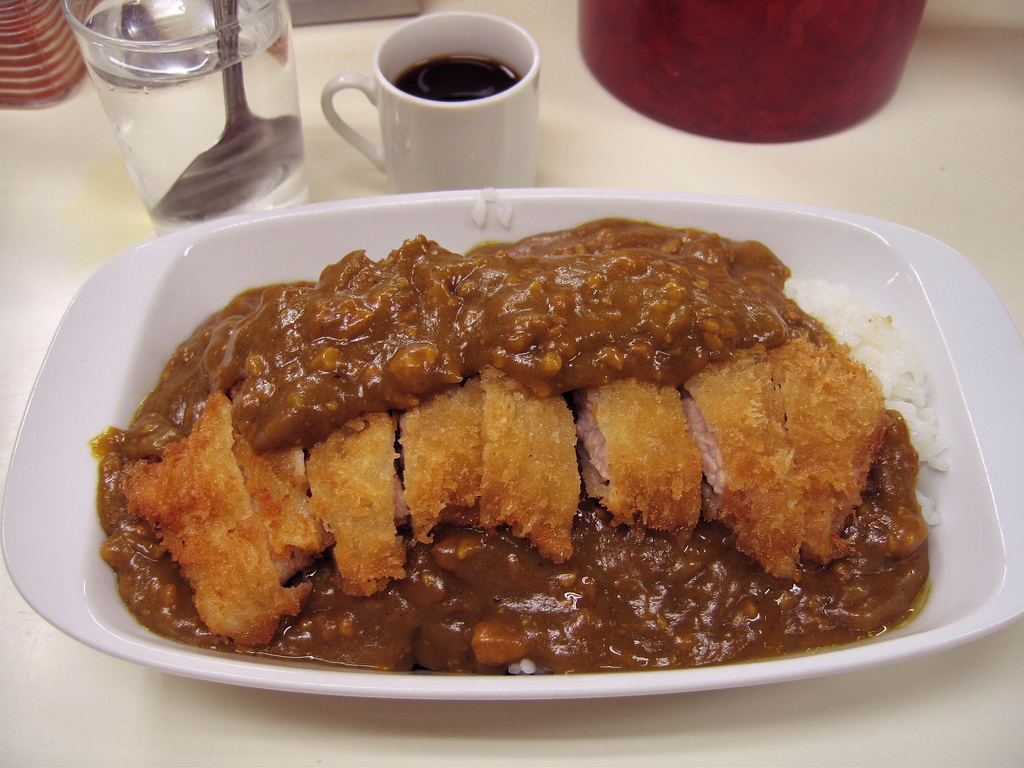
Катцу карі
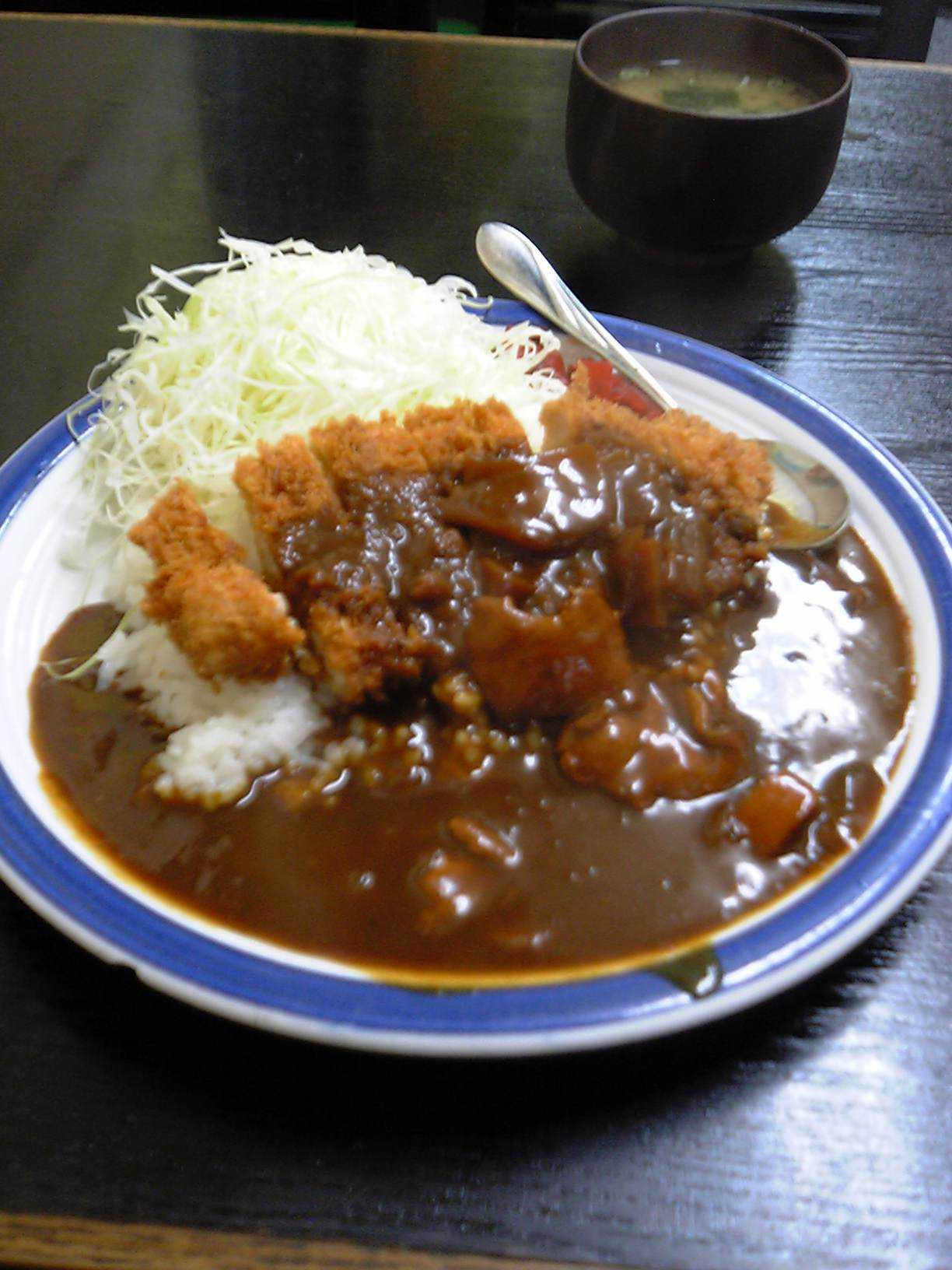
Катцу карі з капустою
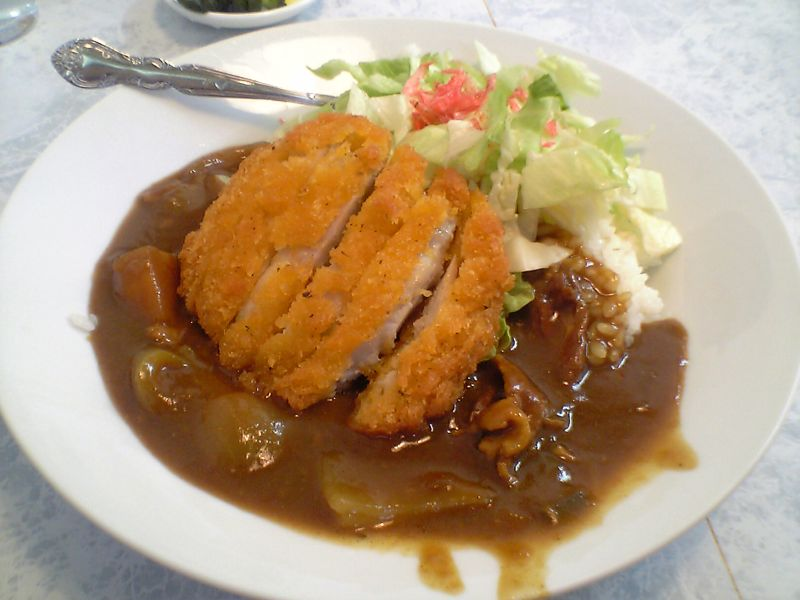
Катцу карі з салатом
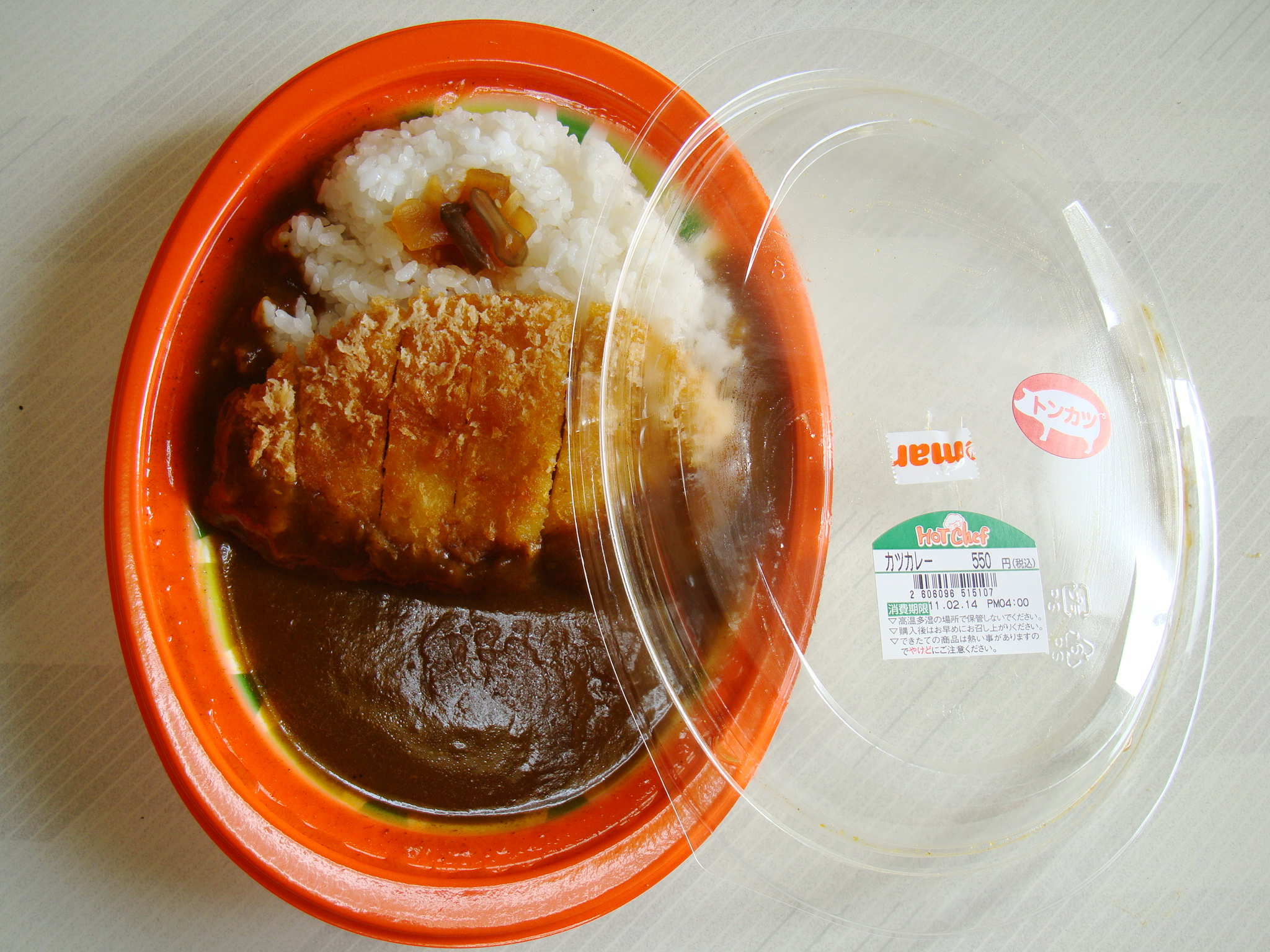
Катцу карі на виніс